# Achillea decolorans
Achillea decolorans là một loài thực vật có hoa trong họ Cúc. Loài này được Schrad. ex Willd. mô tả khoa học đầu tiên năm 1809.